# Cyanider

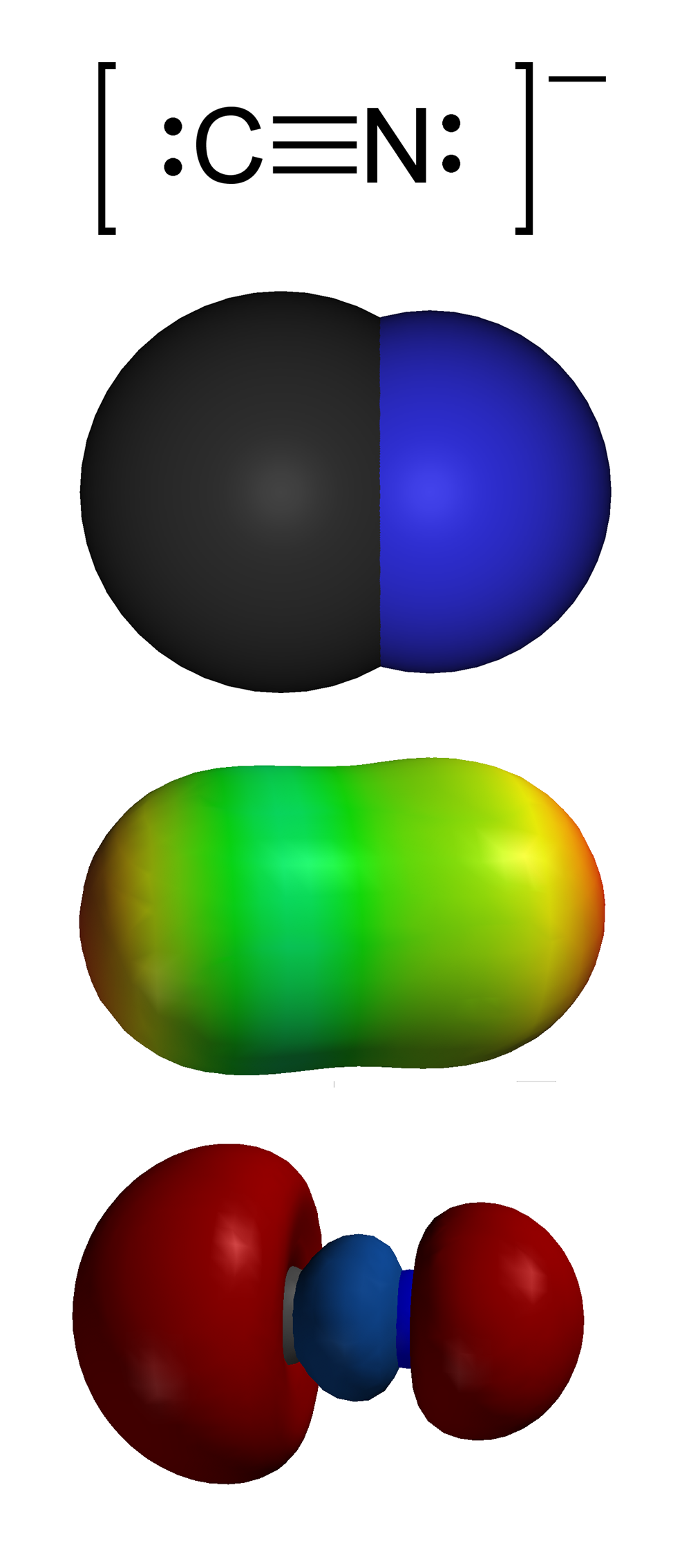
1) Strukturformel
2) Kalottmodell
3) Elektrisk laddningsyta
4) Högsta molekylorbital med elektroner.

Cyanider är salter av den svaga syran vätecyanid (HCN) och innehåller cyanidjonen, CN− (i äldre litteratur ofta betecknad Cy). Cyanidjonen har många egenskaper gemensamma med halidjonerna och betraktas som en pseudohalogen.
Det viktigaste saltet är natriumcyanid (NaCN), som bland annat används för att utvinna guld och silver ur mineral genom cyanidjonens förmåga att bilda komplex med övergångsmetaller (som dicyanoargentatjonen Ag(CN)2− och dicyanoauratjonen Au(CN)2−) enligt exempelvis:
4 Au(s) + 8 NaCN(aq) + O2(g) +  2H2O(l)→ 4 Na[Au(CN)2](aq) + 4 NaOH(aq)
Cyanider är mycket giftiga, då de reagerar med magens saltsyra till vätecyanid, som blockerar  andningskedjan i cellerna. En medeldos på 1,52 milligram (CN−) per kilo kroppsvikt har beräknats vara dödlig för människa vid oralt intag.
Efter andra världskriget och under dess slutskede tog flera höga nazister och deras närstående sina liv med kapslar innehållande lösningar av cyanidsalter. Cyanidlösning användes också vid Jonestownmassakern 1978. Vätecyanid användes – under beteckningen Zyklon B – som avrättningsgas i nazisternas förintelseläger. Cyanid användes tidigare (första gången 8 februari 1924, sista gången den 3 mars 1999) till avrättningar i USA.

## Källhänvisningar
1. ↑  Cyanogen and its compounds i The Encyclopaedia Britannica, 1877, vol. 5, sid. 480–481.
2. ↑  Tom Moll, 1920, Lärobok i kemi för realgymnasiet, P.A. Norstedt & Söner, Stockholm, sid. 107.
3. ↑  Pseudohalogener i Nationalencyklopedin.
4. ↑  Gunnar Hägg, 1973, Allmän och oorganisk kemi, sjätte upplagan, sid. 454. ISBN 9120037066.
5. ↑  Toxicological Profile for Cyanide, U.S. Department of Health and Human Services, Agency for Toxic Substances and Disease Registry, 2006, sid. 42.
6. ↑  "Cyanider". NE.se. Läst 24 november 2014.
7. ↑  Joseph A. Melusky, Keith A. Pesto, 2017, The Death Penalty: A Reference Handbook, sid. 58. ISBN 9781440845505.